# Китель

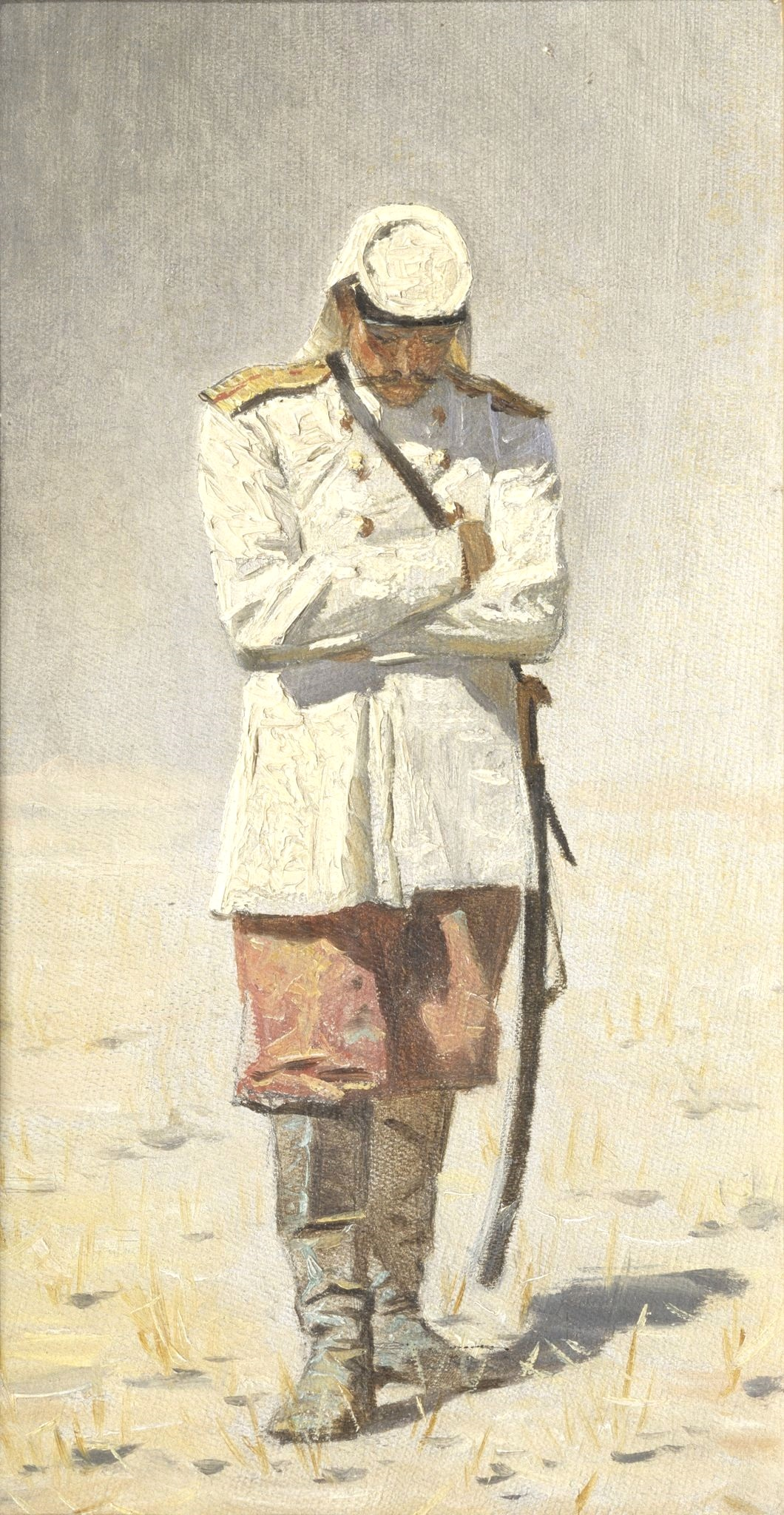
Офицер линейного батальона в белом кителе и красных шароварах, РИА, ТуркВО.
В. В. Верещагин. «Туркестанский офицер, когда похода не будет». 1873. Государственная Третьяковская галерея. Москва.

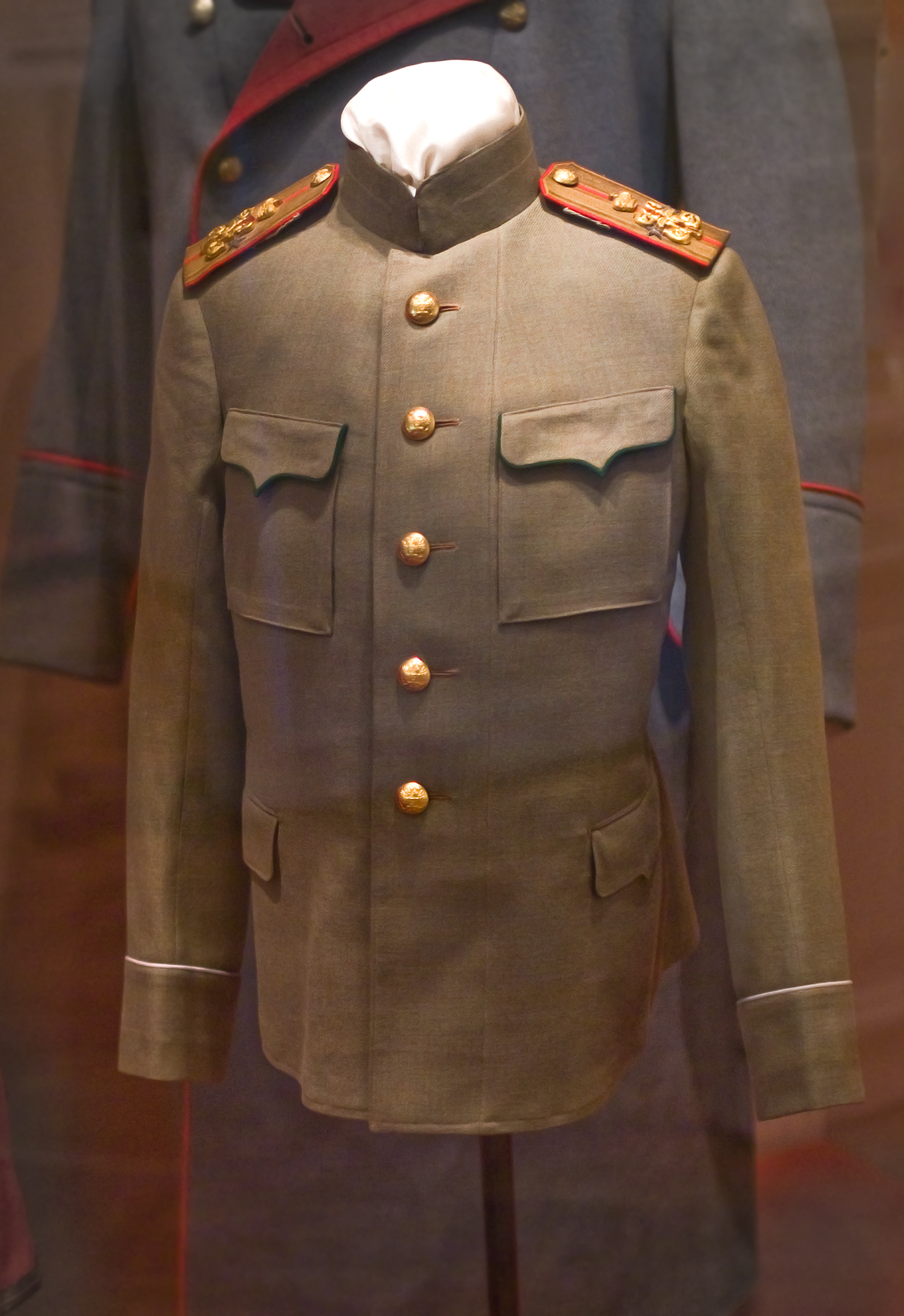
Офицерский китель Лейб-Гвардейского Егерского полка, 1910 год,
Музей Гвардии, Санкт-Петербург.

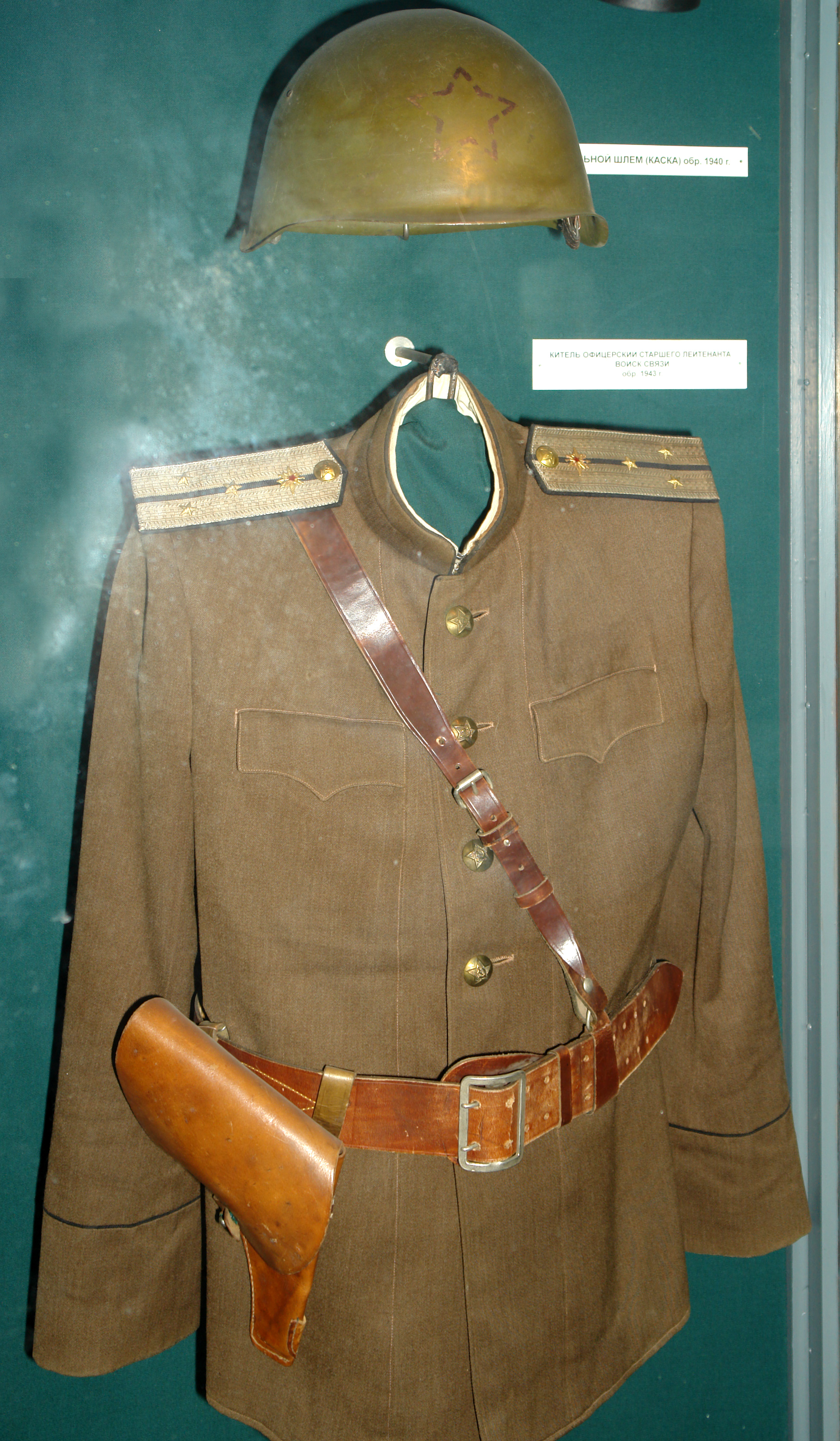
Шлем, снаряжение, офицерский китель старшего техника-лейтенанта войск связи, образца 1943 года
(Военно-исторический музей артиллерии, инженерных войск и войск связи, Санкт-Петербург) в музее — на табличке — ошибка в идентификации, погоны — серебристого галуна — техники (младшие офицеры) и инженеры (старшие офицеры).

Ки́тель (от нем. Kittel — дословный «рабочая блуза или спецодежда») — верхняя часть повседневной, парадной и полевой формы одежды, выполняемой особым покроем, и носимой военными, правоохранителями и прочими государственными служащими в большинстве государств.
В Толковом словаре живого великорусского языка Владимира Даля написано что Ки́тель (м. нем. (от нем. Kittel — балахон)) холщовой, парусинный летний солдатский сюртук или казакин. На других языках предмет одежды, подобный кителю, может именоваться «жакет» («jacket»), «туника» («tunic») и тому подобное.

## История
Этимология слова точно не установлена. В русский язык оно попало из немецкого, где означало блузу, рабочий халат. Существуют две основные версии происхождения этого слова. По одной из них, источник слова — идиш, где «китл» означало мужской саван (его также носили в Йом-Киппур). Однако эта версия не объясняет появления слова в идиш.

По другой версии, слово появилось в немецком языке ещё в XII веке и обозначало рубашку как верхнюю одежду. Возможно, слово восходит к арабскому гутун (qutun) — хлопок.
В России предмет одежды с таким названием возник в XVIII веке в виде длинной куртки из грубого холста — рабочей одежды нижних чинов кавалерии, предназначавшийся наряду с фуражной шапкой (прототип фуражки) для хозяйственных работ.
В течение XIX века термин «китель» перешёл на летний белый форменный офицерский сюртук, ранее именовавшийся словом «полотнянник». Теперь он представлял собой закрытую двубортную полотняную белую куртку с воротником-стойкой, длинными полами, покроем сходную с форменным сюртуком, с застежкой на 12 (2х6) форменных пуговиц. Носился только с погонами, в отличие от сюртука, к которому можно было прикреплять эполеты. В соответствии с требованиями моды неоднократно укорачивался, достигнув к началу XX века длины современного пиджака.
В 1907 г. по итогам Русско-японской войны в русской армии введен в качестве летней формы однобортный китель защитного цвета с воротником-стойкой на крючках, с застежкой на пять пуговиц, с карманами на груди и на боках (так называемый «американский» покрой). Белый же китель прежнего образца вышел из употребления.
В русском флоте существовали однобортные кители подобного покроя синего и белого цвета. В воздушном флоте (авиации) накануне войны был принят в качестве рабочей одежды синий китель.
В период Первой мировой войны 1914—1918 годов в армии, авиации и флоте широкое распространение получили кители произвольных образцов — подражания английским и французским моделям, получившие общее наименование «френч» — по имени английского генерала Джона Френча. Особенности их конструкции в основном заключались в конструкции воротника — мягкого отложного, или мягкого стоячего с застежкой на пуговички подобно воротнику гимнастёрки; регулируемой ширине обшлага (с помощью хлястиков или разрезной манжеты), больших накладных карманах на груди и полах с застежкой на пуговицы. Среди авиаторов ограниченное распространение получили френчи английского офицерского типа — с открытым воротом для ношения с рубашкой и галстуком.
К революции (перевороту) 1917 года русская армия подошла в кителях самого разнообразного покроя. Соответствие уставу наблюдалось только в штабах, тыловых организациях, а также во флоте. Однако усилиями нового военного и морского министра А. Ф. Керенского был уничтожен даже этот относительный порядок. Сам он носил китель-френч произвольного образца, вслед за ним его надели многие руководители вооружённых сил. Флоту же было приказано переодеться в кители с застежкой на крючки, обшитые чёрной тесьмой по борту, с карманами, лишенными клапанов. До изготовления новых образцов формы следовало перешить имеющуюся в наличии. Этот приказ офицеры исполняли произвольно, в результате флот тоже лишился единого образца кителя.
В ходе гражданской войны в России 1918—1922 гг. кители практически вышли из обращения. Использовались различные образцы рубашек-гимнастёрок и изредка френчи. Сам термин «китель» в армии надолго вышел из обращения. Так в 1924 г. предмет одежды, конструктивно схожий с кителем, официально именовался «рубаха-френч». Слово «китель» сохранялось в рабоче-крестьянском красном флоте, обозначая предмет одежды конструктивно сходный с дореволюционным кителем — синего и белого цветов, однобортный, с застежкой на 5 пуговиц, с воротником-стойкой.
В целом соблюдалось правило — форменный однобортный пиджак с отложным воротом, с лацканами или без них, называли френчем, со стоячим воротником — кителем. Неудивительно, что за введенным в 1943 году мундиром нового образца (похожим на китель царской армии образца 1907 г.) вновь закрепилось название китель. (Хотя в армии термин был реанимирован ещё в 1940 г. с введением новой формы для высшего командного состава сухопутных войск и авиации, переименованного в генералитет, ещё с отложным воротником).
Однако с введением в 1949 г. новой форменной одежды для авиации и бронетанковых войск, включавшей открытую двубортную тужурку с лацканами, похожую на военно-морской образец, термин «китель» начинает переходить и на неё, окончательно закрепляясь за одеждой подобного покроя в 1954 г. с введением «кителя повседневного для маршалов и генералов», имевшего тот же покрой. После этого кителем начинают называть практически любую подобную пиджаку военную одежду, невзирая на покрой, за исключением парадного мундира, а также тужурок военно-морского флота.
В вооружённых силах и правоохранительных органах Российской Федерации термин «китель» применяется и к парадному мундиру, так как он не отличается покроем и цветом от повседневного кителя. Женский китель называется в документах «жакет». Форменный пиджак в других ведомствах, помимо Вооружённых Сил и правоохранительных органов, обычно носит наименование «пиджак» — например в ФССП, ФНС и так далее. На флоте в связи с исключением из ассортимента форменной одежды синего и белого кителей, употребляется только термин «тужурка» (за исключением береговых войск, имеющих кители особого покроя).
В 2010 году китель синий шерстяной вновь введен в список предметов формы одежды офицеров российского флота.

## Типы
- военный
  - военнослужащих до старших офицеров
  - старших офицеров
  - высших офицеров
- гражданский (полувоенный)
- летний
  - полевой
  - повседневный
  - парадный
- зимний
  - полевой
  - повседневный
  - парадный